# Municipio de Sorenson
El municipio de Sorenson (en inglés: Sorenson Township) es un municipio ubicado en el condado de Towner en el estado estadounidense de Dakota del Norte. En el año 2010 tenía una población de 21 habitantes y una densidad poblacional de 0,23 personas por km².

## Geografía
El municipio de Sorenson se encuentra ubicado en las coordenadas 48°39′53″N 99°17′44″O / 48.66472, -99.29556. Según la Oficina del Censo de los Estados Unidos, el municipio tiene una superficie total de 92.63 km², de la cual 90,93 km² corresponden a tierra firme y (1,84 %) 1,7 km² es agua.

## Demografía
Según el censo de 2010, había 21 personas residiendo en el municipio de Sorenson. La densidad de población era de 0,23 hab./km². De los 21 habitantes, el municipio de Sorenson estaba compuesto por el 100 % blancos. Del total de la población el 0 % eran hispanos o latinos de cualquier raza.